# Jacques Léopold de La Tour d’Auvergne

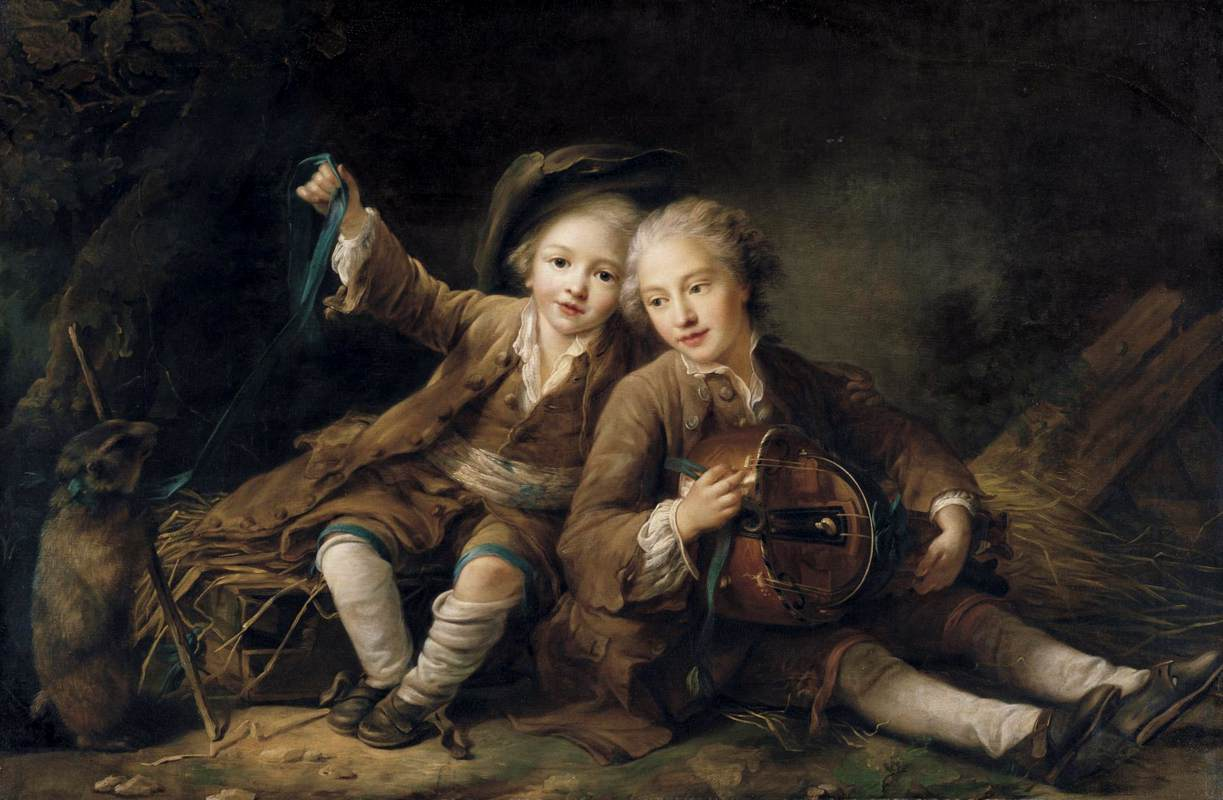
Jacques Léopold (1746–1802) und sein Bruder Charles Louis Godefroi (1749–1767), Gemälde von François-Hubert Drouais

Jacques Léopold de La Tour d’Auvergne (* 15. Januar 1746; † 7. Februar 1802) war Titularherzog in Bouillon.

## Leben

### Herkunft und Familie
Jacques Léopold wurde als Sohn des Herzogs Godefroi Charles Henri de La Tour d’Auvergne (1728–1792) und dessen Gemahlin Louise Henriette Gabrielle de Lorraine-Marsan (1718–1788) geboren und wuchs zusammen mit seinem Bruder Charles Louis Godefroi (1749–1767, Domherr in Straßburg) auf. Ein Bruder und zwei Schwestern starben im frühen Kindesalter. Am 17. Juli 1766 heiratete er die landgräfliche Prinzessin Hedwig von Hessen-Rotenburg (1748–1801, Tochter des Landgrafen Konstantin von Hessen-Rheinfels-Rotenburg und der Maria Eva Sophia von Starhemberg). Die Ehe blieb kinderlos.

### Wirken
Jacques Leopold wurde als Titularherzog 1792 Nachfolger seines Vaters. Dieser war im Jahr zuvor enteignet und das Herzogtum zur Republik erklärt worden. Am 26. Oktober 1795 wurde das Gebiet auf die benachbarten republikanisch-französischen Départements verteilt.
| Personendaten    | Personendaten                          |
| ---------------- | -------------------------------------- |
| NAME             | La Tour d’Auvergne, Jacques Léopold de |
| KURZBESCHREIBUNG | Titularherzog im Herzogtum Bouillon    |
| GEBURTSDATUM     | 15. Januar 1746                        |
| STERBEDATUM      | 7. Februar 1802                        |